# Mladá dáma
Mladá dáma (v anglickém originále Damsel) je americký dark fantasy film z roku 2024, který natočil španělský režisér Juan Carlos Fresnadillo podle scénáře Dana Mazeaua. Hlavní roli v něm ztvárnila Millie Bobby Brownová, v dalších rolích se představili Ray Winstone, Nick Robinson, Shohreh Aghdashloo, Angela Bassettová a Robin Wrightová. Hudbu složil David Fleming, na soundtracku byla dále použita píseň „Ring of Fire“ od Johnnyho Cashe v podání Lykke Li.
Film byl oznámen v listopadu 2020. Natáčení probíhalo v roce 2022. Premiéru měl 8. března 2024 na Netflixu.